# Nicolae Iuruc
Nicolae Iuruc (n. 10 iulie 1946)  este un fost deputat român în legislatura 1990-1992, ales în județul Constanța pe listele partidului PDAR. Nicolae Iuruc a fost membru în grupurile parlamentare de prietenie cu Canada, Republica Coreea și Republica Elenă. 